# Івановка-Ноуе
Івановка-Ноуе (рум. Ivanovca Nouă) — село в Молдові в Чимішлійському районі. Утворює окрему комуну. За даними перепису населення 2004 року, у селі проживає 956 осіб (480 чоловіків і 476 жінок).